# О’Коннор, Артур
Артур О’Коннор (англ. Arthur O'Connor, 4 июля 1763, Митчелстаун, Корк, Ирландия — 25 апреля 1852, Биньон, Луаре, Франция) — деятель ирландского национально-освободительного движения.

## Биография
Происходил из знатной ирландской семьи протестантской веры. Приходился дядей Ф. О’Коннору, одному из лидеров чартистов. Два его брата, Дэниел и Роберт, были про-британскими лоялистами.
В течение 1791—1795 гг. — член ирландского парламента. Выступал с критикой английского законодательства относительно Ирландии. Боролся за равноправие католиков. В 1796 году вступил в Общество объединённых ирландцев.
Накануне ирландского восстания 1798 г. был арестован, в 1803 г. бежал во Францию. В 1804 г. получил звание генерала наполеоновской армии, участвовал в планах Наполеона I вторгнуться в Ирландию. Впоследствии отошёл от политической жизни.